# Ngữ vực
Trong ngôn ngữ học xã hội, ngữ vực là biến thể ngôn ngữ được sử dụng nhằm mục đích và tình huống giao tiếp cụ thể. Ví dụ, khi nói chuyện chính thức hoặc trong một môi trường công cộng, một người nói tiếng Anh có thể có nhiều khả năng tuân theo các quy tắc tiêu chuẩn khi sử dụng một cách trang trọng hơn trong môi trường thông thường, ví dụ như cách phát âm những từ kết thúc bằng đuôi -ing với một âm mũi ngạc mềm thay vì một âm mũi lợi (v.d. walking thay vì walkin'), chọn những từ được coi là "trang trọng" hơn (chẳng hạn như father với dad, hoặc child với kid), và ngưng sử dụng những từ được coi là không chính thức, chẳng hạn ain't và y'all.
Tương tự với các loại biến thể ngôn ngữ khác, có xu hướng một loạt ngữ vực thay vì một tập hợp rời rạc của các biến thể khác biệt rõ ràng—nhiều ngữ vực có thể được xác định, không có ranh giới rõ ràng giữa chúng. Phân loại diễn ngôn là một vấn đề phức tạp, và thậm chí theo định nghĩa chung của ngữ vực nói trên (biến thể ngôn ngữ được xác định theo cách sử dụng thay vì người dùng), có những trường hợp các loại biến thể ngôn ngữ khác, chẳng hạn như phương ngữ vùng hoặc tuổi, lấn lên nhau. Bởi sự phức tạp này, sự đồng thuận học thuật chưa được đạt đến các định nghĩa của các thuật ngữ như ngữ vực, lĩnh vực, hoặc ý nghĩa; định nghĩa của các học giả khác của những thuật ngữ này thường mâu thuẫn với nhau.
Các thuật ngữ bổ sung như kiểu phương ngữ, phạm trù, loại văn bản, văn phong, acrolect, mesolect, basilect, biệt ngữ xã hội và biệt ngữ dân tộc, trong nhiều thuật ngữ khác có thể được sử dụng để bao hàm cùng một nền tảng hoặc tương tự. Một số người thích hạn chế miền của thuật ngữ ngữ vực hơn một từ vựng cụ thể (thường gọi là tiếng lóng, biệt ngữ), trong khi những người khác phản đối việc sử dụng thuật ngữ này hoàn toàn. Ví dụ, Crystal và Davy đã phê bình cách sử dụng thuật ngữ này "một cách gần như bừa bãi." Những cách tiếp cận khác nhau này đối với khái niệm ngữ vực nằm trong phạm vi của các ngành như ngôn ngữ học xã hội (như đã nói trên), phong cách học, ngữ dụng học.